# جاك غينتري
جاك غينتري (بالإنجليزية: Jack Gentry)‏ هو رائد أعمال وشخصية أعمال أمريكي، ولد في 6 ديسمبر 1923 في كانساس سيتي في الولايات المتحدة، وتوفي في 23 سبتمبر 2006 في سبرينغفيلد في الولايات المتحدة.